# ماجرای ماداگاسکار
ماجرای ماداگاسکار (انگلیسی: Aventure Malgache) یک فیلم کوتاه پروپاگاندا به کارگردانی آلفرد هیچکاک است که در سال ۱۹۴۴ منتشر شد.